# PlantUML
PlantUML est un outil open-source permettant aux utilisateurs de créer des diagrammes à partir d'un langage de texte brut. Outre divers diagrammes UML, PlantUML prend en charge divers autres formats liés au développement de logiciels (tels que Archimate, schéma fonctionnel, BPMN, C4, Computer network diagram, modèle entité-association, diagramme de Gantt, carte heuristique et organigramme des tâches du projet), ainsi que la visualisation de fichiers JSON et YAML.
Le langage de PlantUML est un exemple de langage dédié. Outre son propre DSL, PlantUML comprend également les langages AsciiMath, Creole, DOT et LaTeX. Il utilise le logiciel Graphviz pour mettre en page ses diagrammes et Tikz pour le support LaTeX. Les images peuvent être sorties au format PNG, SVG, LaTeX et même ASCII. PlantUML s'utilise également pour permettre aux personnes aveugles de concevoir et de lire des diagrammes UML,.

## Applications utilisant PlantUML
Cette section ne s'appuie pas, ou pas assez, sur des sources secondaires ou tertiaires indépendantes du sujet.

Pour l'améliorer, ajoutez-en, ou placez des modèles {{Source secondaire souhaitée}} ou {{Source secondaire nécessaire}} sur les passages mal sourcés. (janvier 2024)
Il existe diverses extensions ou add-ons qui intègrent PlantUML.
- Atom a un surligneur et un visualiseur de syntaxe PlantUML maintenus par la communauté.
- Confluence wiki a un plug-in PlantUML pour Confluence Server, qui rend les diagrammes à la volée lors du rechargement d'une page. Il existe un plug-in PlantUML supplémentaire pour Confluence Cloud.
- Doxygen intègre des diagrammes.
- Eclipse a un plug-in PlantUML.
- Google Docs a un module complémentaire appelé PlantUML Gizmo qui fonctionne avec le serveur PlantUML.com.
- IntelliJ IDEA peut créer et afficher des diagrammes intégrés dans Markdown (intégré) ou dans des fichiers autonomes (à l'aide d'un plugin).
- LaTeX utilisant le package Tikz a une prise en charge limitée de PlantUML.
- LibreOffice a l'extension Libo_PlantUML pour utiliser les diagrammes PlantUML.
- MediaWiki a un plug-in PlantUML qui rend les diagrammes dans les pages au format SVG ou PNG.
- Microsoft Word peut utiliser des diagrammes PlantUML via un complément de modèle Word. Il existe un complément Visual Studio Tools pour Office appelé PlantUML Gizmo qui fonctionne de manière similaire.
- NetBeans a un plug-in PlantUML.
- Notepad++ a un plug-in PlantUML.
- Org-mode a un support PlantUML org-babel.
- Rider a un plug-in PlantUML.
- Visual Studio Code a diverses extensions PlantUML.
- L'application de démarquage de prise de notes open source Vnote a intégré le support PlantUML.
- Xcode dispose d'une extension d'éditeur de source gérée par la communauté pour générer et afficher des diagrammes de classes PlantUML à partir du code source Swift.

## Format texte pour communiquer UML au niveau du code source
PlantUML utilise un code bien formé et lisible par l'homme[pas clair] pour réaliser les diagrammes.
Il existe d'autres formats de texte pour la modélisation UML, mais PlantUML prend en charge de nombreux types de diagrammes et n'a pas besoin d'une mise en page explicite, bien qu'il soit possible de modifier les diagrammes si nécessaire.